# خافيير مارتينيز غونزاليس
خافيير مارتينيز غونزاليس (بالإسبانية: Javier Martínez González)‏ (27 يونيو 1987 بتارانكون في إسبانيا - ) هو لاعب كرة قدم إسباني في مركز حراسة المرمى. شارك مع منتخب إسبانيا تحت 16 سنة لكرة القدم. أما مع النوادي، فقد لعب مع ريال أوفييدو ونادي ألباسيتي ونادي سبتة ونادي كونكينسي ونادي ألباسيتي ب وCD Quintanar del Rey ‏.

## وصلات خارجية
- خافيير مارتينيز غونزاليس على موقع قاعدة بيانات كرة القدم.إي يو (الإنجليزية)
- خافيير مارتينيز غونزاليس على موقع Soccerway.com (الإنجليزية)